# Capitol One Bank Building
Le Capital One Bank Building ou Hibernia Bank Building est un gratte-ciel de 108 mètres de hauteur construit à La Nouvelle-Orléans en Louisiane aux États-Unis de 1920 à 1921. C'est l'un des rares gratte-ciel conçus dans un style Beaux-Arts.
Ce fut le premier gratte-ciel de la Nouvelle Orléans, le plus haut immeuble de la Louisiane jusqu'en 1932 et l'achèvement du Capitole de l'État de Louisiane à Baton Rouge ainsi que le plus haut immeuble de la Nouvelle-Orléans jusqu'en 1965
Pendant des décennies une importante lanterne au sommet de l'immeuble a servi de feu de navigation pour les bateaux naviguant sur le Mississippi
L'architecte est Alfred C. Bossom et l'agence Favrot and Livaudais